# Jagiellonia Białystok w sezonie 1979/1980

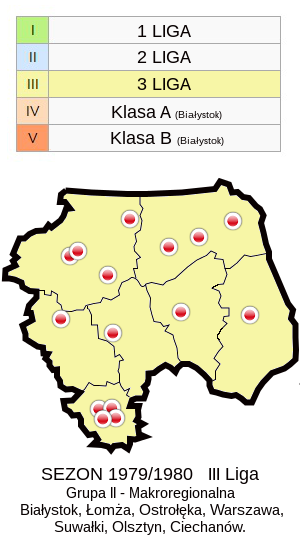
BOZPN - Zespoły występujące w III lidze (gr.II) w sezonie 1979/80

Jagiellonia Białystok przystąpiła do rozgrywek II grupy III ligi makroregionalnej (OZPN: Warszawa, Białystok, Łomża, Suwałki, Ostrołęka, Ciechanów, Olsztyn). III liga składała się z 8 grup, zespoły z 1 miejsc awansowały do 2 II Ligi (2 grupy).
Prawidłową nazwą rozgrywek w sezonie 1979/1980 powinna być Klasa "M", czyli Klasa Międzywojewódzka, właśnie pod taką nazwą były prowadzone rozgrywki. W późniejszym czasie przyjęło się traktować Klasę "M" jako III ligę, choć ta oficjalnie została przywrócona od sezonu 1980/81. Głównym powodem zapisywania w statystykach Klasy "M" jako III ligi jest fakt prowadzenia rozgrywek międzywojewódzkich (makroregionalnych), czyli takich samych jak III liga.

## III poziom rozgrywkowy
W związku z reorganizacja ligi w przyszłym sezonie (4 grupy zamiast 8), spadają zespoły z miejsc 9-15. Trener Zbigniew Bania po raz drugi wprowadził Jagiellonię do II ligi, tym razem z III ligi makroregionalnej. Białostoczanie zdominowali rozgrywki, w rundzie wiosennej nie przegrywając żadnego meczu (9-zw., 5-rem.). Drugi sezon w Jagiellonii zaliczył bramkarz Mirosław Sowiński, okazał się dużym wzmocnieniem zespołu, wpuszczając tylko 10 bramek. Sowiński pobił klubowy rekord, seria 871 minut (9 spotkań) bez straty gola. Najwięcej bramek dla Jagiellonii zdobył Piotr Sieliwonik - 17.
W rozgrywkach Pucharu Polski, w finale regionalnym, Jagiellonia pokonała Pogoń Łapy 3:2 (bramki dla Jagiellonii: Sieliwonik 13' 27', Mojsiuszko 84').

## Końcowa tabela III Ligi (Grupa II) - Klasa M (międzywojewódzka)
Pierwotnie rozgrywki miały być toczone w grupie 14 zespołowej, zmieniono to na skutek decyzji PZPN, która przyznała drużynie Agrokompleksu Kętrzyn oraz Warmii Olsztyn prawo gry w III lidze. Przyczyną tego było pewne zamieszanie, gdyż z okręgu olsztyńskiego pierwotnie awansowała Warmia Olsztyn, okazało się później, że druga w tabeli drużyna Agrokompleksu po sezonie otrzymała walkowera w meczu ze Stomilem II Olsztyn i to ona powinna awansować do Klasy M (III ligi). Decyzją władz PZPN uznano, że dwie drużyny będą grać w Klasie M.
| Lp. | Drużyna                  | M  | Z  | R  | P  | Bramki | Bramki | Różn. | Pkt. | Uwagi            |
| --- | ------------------------ | -- | -- | -- | -- | ------ | ------ | ----- | ---- | ---------------- |
| 1   | Jagiellonia Białystok    | 28 | 18 | 9  | 1  | 51     | 10     | +41   | 45   | Awans do II Ligi |
| 2   | Polonia Warszawa (s)     | 28 | 15 | 10 | 3  | 45     | 15     | +30   | 40   |                  |
| 3   | Gwardia Szczytno         | 28 | 15 | 8  | 5  | 44     | 20     | +24   | 38   |                  |
| 4   | Stomil Olsztyn           | 28 | 12 | 11 | 5  | 34     | 23     | +13   | 35   |                  |
| 5   | Wigry Suwałki            | 28 | 13 | 8  | 7  | 38     | 21     | +17   | 34   |                  |
| 6   | Mazur Ełk                | 28 | 10 | 10 | 8  | 38     | 32     | +6    | 30   |                  |
| 7   | Hutnik Warszawa          | 28 | 10 | 9  | 9  | 31     | 29     | +2    | 29   |                  |
| 8   | AZS-AWF Warszawa         | 28 | 9  | 10 | 9  | 48     | 33     | +15   | 28   |                  |
| 9   | Śniardwy Orzysz (b)      | 28 | 10 | 7  | 11 | 33     | 42     | -9    | 27   | Spadek           |
| 10  | Agrokompleks Kętrzyn (b) | 28 | 7  | 11 | 10 | 39     | 38     | +1    | 25   | Spadek           |
| 11  | Mławianka Mława          | 28 | 11 | 3  | 14 | 26     | 38     | -12   | 25   | Spadek           |
| 12  | ŁKS Łomża                | 28 | 6  | 6  | 16 | 26     | 47     | -21   | 18   | Spadek           |
| 13  | Warmia Olsztyn (b)       | 28 | 6  | 6  | 16 | 25     | 45     | -20   | 18   | Spadek           |
| 14  | Okęcie Warszawa (b)      | 28 | 7  | 4  | 17 | 28     | 54     | -26   | 18   | Spadek           |
| 15  | ZWAR Przasnysz (b)       | 28 | 2  | 6  | 20 | 22     | 71     | -49   | 10   | Spadek           |

## Skład, statystyka, transfery
- Tabela cząstkowa (brak danych z 2 meczów).

| Nr | Zawodnik              | Poz. | Data ur.   | Wz.  | Mecze | Br. | Transfer z/do                     | Ostatni klub            |
| -- | --------------------- | ---- | ---------- | ---- | ----- | --- | --------------------------------- | ----------------------- |
|    | Mirosław Sowiński     | BR   | 15.01.1956 | 1,88 | 25    | 0   |                                   | Szombierki Bytom        |
|    | Piotr Martyniuk       | BR   | ?.?.1956   | -    | 1     | 0   | 1979(j) z ?                       | b.d.                    |
|    | Jerzy Monkiewicz      | OB   | b.d.       | -    | 0     | 0   | 1979(j) z ?                       | b.d.                    |
|    | Mirosław Mojsiuszko   | OB   | 25.09.1954 | 1,77 | 25    | 3   |                                   | Stal Mielec             |
|    | Stanisław Szwejkowski | OB   | 4.05.1947  | -    | 24    | 0   |                                   | Włókniarz Białystok     |
|    | Jerzy Łapicz C        | OB   | ?.?.1949   | -    | 8     | 0   |                                   | Włókniarz Białystok     |
|    | Sławomir Tołkacz w    | OB   | ?.?.1955   | -    | 21    | 0   |                                   | wychowanek              |
|    | Jerzy Stankiewicz w   | OB   | b.d.       | -    | 18    | 1   |                                   | wychowanek              |
|    | Andrzej Dubowski      | OB   | b.d.       | -    | 15    | 0   |                                   | b.d.                    |
|    | Zenon Szalecki        | PO   | 18.05.1954 | 1,79 | 9     | 2   |                                   | Legia Warszawa          |
|    | Marian Cieślik        | PO   | ?.?.1951   | -    | 9     | 5   |                                   | Włókniarz Białystok     |
|    | Janusz Łapiński w     | PO   | 17.03.1959 | 1,77 | 15    | 0   |                                   | wychowanek              |
|    | Marek Leśniewski      | PO   | 4.02.1954  | 1,68 | 25    | 3   |                                   | Stal Kraśnik            |
|    | Artur Jaromin         | PO   | ?.?.1961   | -    | 3     | 0   |                                   | b.d.                    |
|    | Sławomir Bakun w      | PO   | 10.08.1962 | 1,73 | 9     | 0   | 1978(j) z jun.                    | wychowanek              |
|    | Bogdan Łukasiak       | PO   | 19.09.1955 | 1,78 | 25    | 7   | 1979(j) z Chemik Kędzierzyn-Koźle | Chemik Kędzierzyn-Koźle |
|    | Leszek Czarnecki      | PO   | ?.?.1954   | -    | 18    | 2   | z 1979(j) Gwardia Białystok       | Gwardia Białystok       |
|    | Krzysztof Bania w     | PO   | 6.10.1962  | -    | 7     | 0   | 1979(j) z drużyny rezerw          | wychowanek              |
|    | Marek Bitel w         | PO   | 13.12.1956 | 1,71 | 3     | 2   | 1980(w) z Śniardwy Orzysz         | Śniardwy Orzysz         |
|    | Zdzisław Gubała       | PO   | ?.?.1959   | -    | 1     | 0   | 1979(j) z (b.d.)                  | b.d.                    |
|    | Andrzej Kołosowski    | na   | 13.03.1959 | 1,74 | 19    | 4   | 1979(j) z Włókniarz Białystok     | Włókniarz Białystok     |
|    | Ireneusz Piesecki     | PO   | 4.09.1962  | 1,72 | 13    | 2   | 1979(j) z drużyny rezerw          | wychowanek              |
|    | Zbigniew Szwed        | NA   | ?.?.1958   | -    | 4     | 1   |                                   | Odra Opole              |
|    | Piotr Sieliwonik      | NA   | ?.?.1952   | -    | 24    | 17  |                                   | Włókniarz Białystok     |
|    | bramka samobójcza     |      |            |      |       | 2   |                                   |                         |
|    | Mirosław Tiszkow w    | NA   | 29.04.1959 | 1,70 | 2     | 0   | 1980(w) do Śniardwy Orzysz        | wychowanek              |
|    | Andrzej Laskowski     | PO   | ?.?.1954   | -    | 9     | 0   | 1980(w) koniec kariery            | Włókniarz Białystok     |
|    | Józef Sikorski        | BR   | 28.05.1952 | 1,83 | 0     | 0   | 1980(w) koniec kariery            | Odra Opole              |
|    | Zbigniew Skoczylas    | PO   | 21.08.1951 | -    | 0     | 0   | 1979(j) koniec kariery            | Husar Nurzec            |
|    | Bogusław Kamiński     | PO   | ?.?.1959   | -    | 0     | 0   | 1979(j) do ?                      | b.d.                    |
|    | Czesław Gościłowicz   | OB   | ?.?.1951   | -    | 0     | 0   | 1979(j) do ?                      | Włókniarz Białystok     |
|    | Wojciech Domanowski   | NA   | b.d.       | -    | 0     | 0   | 1979(j) do ?                      | b.d.                    |
|    | Andrzej Kupiński      | PO   | ?.?.1954   | -    | 0     | 0   | 1979(j) do ?                      | b.d.                    |

## Mecze
| Mecze i wyniki | Mecze i wyniki       | Mecze i wyniki     | Mecze i wyniki | Mecze i wyniki | Mecze i wyniki       | Mecze i wyniki | Mecze i wyniki                                                                                     | Poz w lidze. | Poz w lidze. | Poz w lidze. |
| Lp. | Data                 | Rozgrywki          | F.             | D/W            | Przeciwnik           | Wynik          | Strzelcy bramek                                                                                    | M.           | P.           | Br.          |
| --- | -------------------- | ------------------ | -------------- | -------------- | -------------------- | -------------- | -------------------------------------------------------------------------------------------------- | ------------ | ------------ | ------------ |
| 1 747 | 29.07.1979 Olsztyn   | III Liga - 1 kol.  | -              | W              | Warmia Olsztyn       | 0:1            | Cieślik 32'                                                                                        | 5            | 2            | 1:0          |
| 2 748 | 12.08.1979 Białystok | III Liga - 2 kol.  | 500            | D              | Polonia Warszawa     | 0:0            | | 7            | 3            | 1:0          |
| 3 749 | 26.08.1979 Szczytno  | III Liga - 3 kol.  | -              | W              | Gwardia Szczytno     | 0:0            | | 8            | 4            | 1:0          |
| | 02.09.1979           | III Liga - 4 kol.  | -              | -              | pauza                |                | | 8            | 4            | 1:0          |
| 4 750 | 16.09.1979 Białystok | III Liga - 5 kol.  | 1000           | D              | AZS-AWF Warszawa     | 2:0            | Sieliwonik 30' Szwed 74'                                                                           | 7            | 6            | 3:0          |
| 5 751 | 23.09.1979 Olsztyn   | III Liga - 6 kol.  | 2000           | W              | Stomil Olsztyn       | 0:0            | | 5            | 7            | 3:0          |
| 6 752 | 30.09.1979 Białystok | III Liga - 7 kol.  | -              | D              | Mławianka Mława      | 2:0            | Sieliwonik 4' 76'                                                                                  | 4            | 9            | 5:0          |
| 7 753 | 07.10.1979 Warszawa  | III Liga - 8 kol.  | -              | W              | Hutnik Warszawa      | 0:1            | Stankiewicz 68'                                                                                    | 2            | 11           | 6:0          |
| 8 754 | 14.10.1979 Białystok | III Liga - 9 kol.  | 2500           | D              | ŁKS Łomża            | 5:0            | Kołosowski 10' 47' Sieliwonik 22' 48' Mojsiuszko 19'                                               | 1            | 13           | 11:0         |
| 9 755 | 21.10.1979 Suwałki   | III Liga - 10 kol. | 2500           | W              | Wigry Suwałki        | 0:0            | | 1            | 14           | 11:0         |
| 10 756 | 28.10.1979 Białystok | III Liga - 11 kol. | -              | D              | Agrokompleks Kętrzyn | 3:1            | Kołosowski 14' Sieliwonik 28' Leśniewski 55'                                                       | 1            | 16           | 14:1         |
| 11 757 | 04.11.1979 Orzysz    | III Liga - 12 kol. | -              | W              | Śniardwy Orzysz      | 0:4            | Sieliwonik 15' 32' 47' 57'                                                                         | 1            | 18           | 18:1         |
| 12 758 | 11.11.1979 Białystok | III Liga - 13 kol. | 500            | D              | Okęcie Warszawa      | 7:1            | Leśniewski 45' 52' Kołosowski 37' Sieliwonik 46' Czarniecki 56' Łukasiak 81'(k) Gawroński 85'(sam) | 1            | 20           | 25:2         |
| 13 759 | 18.11.1979 Ełk       | III Liga - 14 kol. | 3000           | W              | Mazur Ełk            | 0:0            | | 1            | 21           | 25:2         |
| 14 760 | 25.11.1979 Białystok | III Liga - 15 kol. | 1500           | D              | ZWAR Przasnysz       | 2:1            | Mojsiuszko 13' 39'                                                                                 | 1            | 23           | 27:3         |
| 15 761 | 22.03.1980 Białystok | III Liga - 16 kol. | 3000           | D              | Warmia Olsztyn       | 2:1            | Kuć 76'(sam) Czarniecki 82'                                                                        | 1            | 25           | 29:4         |
| 16 762 | 30.03.1980 Warszawa  | III Liga - 17 kol. | -              | W              | Polonia Warszawa     | 0:0            | | 1            | 26           | 29:4         |
| 17 763 | 07.04.1980 Białystok | III Liga - 18 kol. | -              | D              | Gwardia Szczytno     | 1:0            | Łukasiak 89'                                                                                       | 1            | 28           | 30:4         |
| | 13.04.1980           | III Liga - 19 kol. | -              | -              | pauza                |                | | 1            | 28           | 30:4         |
| 18 764 | 20.04.1980 Warszawa  | III Liga - 20 kol. | b.d.           | W              | AZS-AWF Warszawa     | 0:0            | | 1            | 29           | 30:4         |
| 19 765 | 27.04.1980 Białystok | III Liga - 21 kol. | 3000           | D              | Stomil Olsztyn       | 1:1            | Łukasiak 44'                                                                                       | 1            | 30           | 31:5         |
| 20 766 | 04.05.1980 Mława     | III Liga - 22 kol. | -              | W              | Mławianka Mława      | 1:0            | | 1            | 30           | 31:6         |
| 21 767 | 11.05.1980 Białystok | III Liga - 23 kol. | 3000           | D              | Hutnik Warszawa      | 3:0            | Sieliwonik 33'(k) 46'(k) Bitel 51'                                                                 | 1            | 32           | 34:6         |
| 22 768 | 18.05.1980 Łomża     | III Liga - 24 kol. | b.d.           | W              | ŁKS Łomża            | 0:2            | Piesecki (x2)                                                                                      | 1            | 34           | 36:6         |
| 23 769 | 25.05.1980 Białystok | III Liga - 25 kol. | 4000           | D              | Wigry Suwałki        | 1:0            | Sieliwonik 65'(k)                                                                                  | 1            | 36           | 37:6         |
| 24 | 28.05.1980 Łapy      | PP OKR - Finał     | -              | W              | Pogoń Łapy           | 2:3            | Sieliwonik 24' 50' Mojsiuszko 84'                                                                  | złoto        | złoto        | złoto        |
| 25 770 | 01.06.1980 Kętrzyn   | III Liga - 26 kol. | -              | W              | Agrokompleks Kętrzyn | 2:2            | Sieliwonik 24' 90'                                                                                 | 1            | 37           | 39:8         |
| 26 771 | 04.06.1980 Białystok | III Liga - 27 kol. | -              | D              | Śniardwy Orzysz      | 3:1            | Sieliwonik 22' Łukasiak 31' Bitel 32'                                                              | 1            | 39           | 42:9         |
| 27 772 | 08.06.1980 Warszawa  | III Liga - 28 kol. | -              | W              | Okęcie Warszawa      | 0:1            | Szalecki 62'                                                                                       | 1            | 41           | 43:9         |
| 28 773 | 15.06.1980 Białystok | III Liga - 29 kol. | 2000           | D              | Mazur Ełk            | 4:0            | Łukasiak 36' 51' 54' Cieślik 69'                                                                   | 1            | 43           | 47:9         |
| 29 774 | 22.06.1980 Przasnysz | III Liga - 30 kol. | -              | W              | ZWAR Przasnysz       | 1:4            | Cieślik 7' 22' 65 ' Szalecki 59'                                                                   | 1            | 45           | 51:10        |
| - rozgrywki ligowe, - rozgrywki pucharu polski, - rozgrywki pucharu ligi, - rozgrywki ligi europejskiej, - mecze barażowe lub eliminacyjne, - inne. Liczba meczów w sezonie:1 2 (wszystkie mecze na najwyższym poziomie rozgrywkowym)3 (wszystkie mecze w rozgrywkach ligowych bez baraży) , Puchar Polski: 2 (mecze Pucharu Polski na szczeblu centralnym)3 (wszystkie mecze w Pucharze Polski) |                      |                    |                |                |                      |                | |              |              |              |

## Mecze towarzyskie i sparingowe
- Drużyna Jagiellonii przygotowywała się do sezonu na obozie przygotowawczym w Alytusie na Litwie oraz w Olecku.
- Przygotowania do rundy wiosennej - od 20 lutego 1980 drużyna spędziła na obozie w Czerwińsku k.Zielonej Góry, następnie od 5 marca na zgrupowaniu w Opolu.

| Mecze i wyniki | Mecze i wyniki | Mecze i wyniki | Mecze i wyniki | Mecze i wyniki | Mecze i wyniki          | Mecze i wyniki | Mecze i wyniki  |
| Lp.            | Data, Kraj, Miasto | Mecze          | Frekw.         | D/W            | Przeciwnik              | Wynik          | Strzelcy bramek |
| -------------- | --- | -------------- | -------------- | -------------- | ----------------------- | -------------- | --------------- |
| 1              | 11.07.1979 Supraśl | sparing        | -              | D              | Odra Opole (I Liga)     | 1:2            | Tiszkow 60'     |
| 1              | Mecz był rozgrywany pomiędzy Odrą Opole, a reprezentacją Białegostoku (skład drużyny Białegostoku w 90% stanowili Jagiellończycy). |                |                |                |                         |                |                 |
| 2              | 14.07.1979 Białystok | sparing        | 2500           | D              | Odra Opole              | 1:1            | Cieślik 34'     |
| 3              | 23.07.1979 Olecko | sparing        | -              | D              | Tur Bielsk Podlaski     | 1:2            | Leśniewski (k)  |
| Runda wiosenna | |                |                |                |                         |                |                 |
| 4              | ?.02.1980 Lubin | sparing        | -              | W              | Zagłębie Lubin          | 3:0            |                 |
| 5              | ?.02.1980 Głogów | sparing        | -              | W              | Chrobry Głogów          | 5:0            |                 |
| 6              | ?.02.1980 b.d. | sparing        | -              | W              | Korona Kielce           | 3:0            |                 |
| 7              | ?.03.1980 Brzeg | sparing        | -              | W              | Stal Brzeg              | 0:0            |                 |
| 8              | ?.03.1980 Ozimek | sparing        | -              | W              | Małapanew Ozimek        | 3:1            | b.d.            |
| 9              | ?.03.1980 Kędzierzyn-Koźle | sparing        | -              | W              | Chemik Kędzierzyn-Koźle | 2:1            | b.d.            |

## Statystyka
| Zawodnik              | Mecze | Min  | Kolejka spotkań | Kolejka spotkań | Kolejka spotkań | Kolejka spotkań | Kolejka spotkań | Kolejka spotkań | Kolejka spotkań | Kolejka spotkań | Kolejka spotkań | Kolejka spotkań | Kolejka spotkań | Kolejka spotkań | Kolejka spotkań | Kolejka spotkań | Kolejka spotkań | Kolejka spotkań | Kolejka spotkań | Kolejka spotkań | Kolejka spotkań | Kolejka spotkań | Kolejka spotkań | Kolejka spotkań | Kolejka spotkań | Kolejka spotkań | Kolejka spotkań | Kolejka spotkań | Kolejka spotkań | Kolejka spotkań | Kolejka spotkań | Kolejka spotkań |
| Zawodnik              | Mecze | Min  | 1               | 2               | 3               | 4               | 5               | 6               | 7               | 8               | 9               | 10              | 11              | 12              | 13              | 14              | 15              | 16              | 17              | 18              | 19              | 20              | 21              | 22              | 23              | 24              | 25              | 26              | 27              | 28              | 29              | 30              |
| --------------------- | ----- | ---- | --------------- | --------------- | --------------- | --------------- | --------------- | --------------- | --------------- | --------------- | --------------- | --------------- | --------------- | --------------- | --------------- | --------------- | --------------- | --------------- | --------------- | --------------- | --------------- | --------------- | --------------- | --------------- | --------------- | --------------- | --------------- | --------------- | --------------- | --------------- | --------------- | --------------- |
| Mirosław Sowiński     | 25    | 2250 |                 | 90              | 90              | P               | 90              | 90              | 90              | 90              | 90              | 90              | 90              | 90              | 90              | 90              | 90              | 0               | 90              | 90              | P               | 90              | 90              | 90              | 90              | 90              | 90              | 90              |                 | 90              | 90              | 90              |
| Mirosław Mojsiuszko   | 25    | 2250 |                 | 0               | 90              | P               | 90              | 90              | 90              | 90              | 90              | 90              | 90              | 90              | 90              | 90              | 90              | 90              | 90              | 90              | P               | 90              | 90              | 90              | 90              | 90              | 90              | 90              |                 | 90              | 90              | 90              |
| Bogdan Łukasiak       | 25    | 2220 |                 | 90              | 90              | P               | 90              | 90              | 75              | 90              | 90              | 90              | 90              | 0               | 90              | 90              | 90              | 90              | 90              | 90              | P               | 90              | 90              | 90              | 90              | 0               | 90              | 75              |                 | 90              | 0               | 90              |
| Piotr Sieliwonik      | 24    | 2160 |                 | 90              | 90              | P               | 90              | 90              | 90              | 90              | 90              | 90              | 90              | 90              | 90              | 90              | 90              | 90              | 90              | 90              | P               | 90              | 90              | 90              | 90              | 0               | 90              | 90              |                 | 0               | 0               | 90              |
| Stanisław Szwejkowski | 24    | 2160 |                 | 90              | 90              | P               | 0               | 90              | 90              | 90              | 90              | 90              | 90              | 90              | 90              | 90              | 90              | 90              | 90              | 90              | P               | 90              | 90              | 90              | 90              | 0               | 90              | 90              |                 | 90              | 90              | 90              |
| Marek Leśniewski      | 25    | 2002 |                 | 24              | 20              | P               | 90              | 70              | 90              | 90              | 68              | 75              | 90              | 90              | 90              | 70              | 0               | 90              | 90              | 90              | P               | 90              | 90              | 75              | 90              | 90              | 90              | 90              |                 | 90              | 90              | 70              |
| Sławomir Tołkacz      | 21    | 1890 |                 | 90              | 90              | P               | 90              | 90              | 90              | 90              | 90              | 90              | 90              | 90              | 90              | 90              | 90              | 0               | 90              | 0               | P               | 0               | 0               | 0               | 90              | 90              | 90              | 90              |                 | 90              | 90              | 90              |
| Jerzy Stankiewicz     | 18    | 1529 |                 | 90              | 90              | P               | 0               | 90              | 90              | 90              | 90              | 90              | 90              | 0               | 69              | 90              | 0               | 0               | 0               | 0               | P               | 90              | 90              | 90              | 0               | 90              | 0               | 90              |                 | 90              | 90              | 20              |
| Andrzej Kołosowski    | 19    | 1502 |                 | 90              | 90              | P               | 90              | 90              | 90              | 90              | 90              | 90              | 46              | 0               | 46              | 0               | 0               | 90              | 65              | 30              | P               | 0               | 0               | 90              | 90              | 90              | 75              | 90              |                 | 70              | 0               | 0               |
| Andrzej Dubowski      | 15    | 1350 |                 | 0               | 0               | P               | 0               | 0               | 0               | 0               | 0               | 0               | 0               | 0               | 90              | 90              | 90              | 90              | 90              | 90              | P               | 90              | 90              | 90              | 90              | 90              | 90              | 0               |                 | 90              | 90              | 90              |
| Janusz Łapiński       | 15    | 1196 |                 | 0               | 0               | P               | 90              | 90              | 90              | 90              | 90              | 90              | 90              | 0               | 0               | 90              | 90              | 0               | 0               | 60              | P               | 90              | 90              | 0               | 0               | 0               | 0               | 0               |                 | 20              | 80              | 46              |
| Ireneusz Piesecki     | 13    | 915  |                 | 0               | 0               | P               | 0               | 0               | 0               | 0               | 0               | 0               | 0               | 90              | 90              | 46              | 90              | 0               | 55              | 46              | P               | 0               | 0               | 0               | 46              | 90              | 90              | 90              |                 | 46              | 46              | 90              |
| Leszek Czarniecki     | 18    | 910  |                 | 66              | 70              | P               | 75              | 44              | 30              | 0               | 22              | 0               | 44              | 0               | 44              | 44              | 90              | 44              | 25              | 90              | P               | 44              | 75              | 0               | 44              | 44              | 0               | 15              |                 | 0               | 0               | 0               |
| Andrzej Laskowski     | 9     | 561  |                 | 0               | 0               | P               | 0               | 0               | 0               | 0               | 0               | 0               | 0               | 90              | 21              | 20              | 55              | 90              | 90              | 90              | P               | 0               | 15              | 90              | 0               | 0               | 0               | 0               |                 | 0               | 0               | 0               |
| Sławomir Bakun        | 9     | 464  |                 | 46              | 46              | P               | 46              | 46              | 60              | 46              | 46              | 46              | 82              | 0               | 0               | 0               | 0               | 0               | 0               | 0               | P               | 0               | 0               | 0               | 0               | 0               | 0               | 0               |                 | 0               | 0               | 0               |
| Marian Cieślik        | 9     | 459  |                 | 44              | 44              | P               | 15              | 0               | 0               | 0               | 0               | 0               | 0               | 0               | 0               | 0               | 0               | 0               | 0               | 0               | P               | 0               | 0               | 15              | 0               | 0               | 27              | 44              |                 | 90              | 90              | 90              |
| Jerzy Łapicz          | 8     | 428  |                 | 90              | 0               | P               | 90              | 20              | 15              | 44              | 0               | 44              | 0               | 90              | 0               | 0               | 35              | 0               | 0               | 0               | P               | 0               | 0               | 0               | 0               | 0               | 0               | 0               |                 | 0               | 0               | 0               |
| Zenon Szalecki        | 9     | 355  |                 | 0               | 0               | P               | 0               | 0               | 0               | 0               | 0               | 15              | 0               | 0               | 0               | 0               | 0               | 90              | 0               | 44              | P               | 15              | 44              | 0               | 0               | 0               | 15              | 0               |                 | 44              | 44              | 44              |
| Krzysztof Bania       | 7     | 319  |                 | 0               | 0               | P               | 0               | 0               | 0               | 0               | 0               | 0               | 0               | 90              | 0               | 0               | 0               | 46              | 35              | 0               | P               | 46              | 46              | 46              | 0               | 0               | 0               | 0               |                 | 0               | 0               | 0               |
| Zbigniew Szwed        | 4     | 207  |                 | 0               | 0               | P               | 44              | 0               | 0               | 0               | 44              | 0               | 0               | 0               | 0               | 0               | 0               | 0               | 0               | 0               | P               | 75              | 0               | 44              | 0               | 0               | 0               | 0               |                 | 0               | 0               | 0               |
| Marek Bitel           | 3     | 199  |                 | 0               | 0               | P               | 0               | 0               | 0               | 0               | 0               | 0               | 0               | 0               | 0               | 0               | 0               | 0               | 0               | 0               | P               | 0               | 0               | 0               | 90              | 46              | 63              | 0               |                 | 0               | 0               | 0               |
| Artur Jaromin         | 3     | 188  |                 | 90              | 0               | P               | 0               | 0               | 0               | 0               | 0               | 0               | 8               | 90              | 0               | 0               | 0               | 0               | 0               | 0               | P               | 0               | 0               | 0               | 0               | 0               | 0               | 0               |                 | 0               | 0               | 0               |
| Mirosław Tiszkow      | 1     | 90   |                 | 0               | 90              | P               | 0               | 0               | 0               | 0               | 0               | 0               | 0               | 0               | 0               | 0               | 0               | 0               | 0               | 0               | P               | 0               | 0               | 0               | 0               | 0               | 0               | 0               |                 | 0               | 0               | 0               |
| Piotr Martyniuk       | 1     | 90   |                 | 0               | 0               | P               | 0               | 0               | 0               | 0               | 0               | 0               | 0               | 0               | 0               | 0               | 0               | 90              | 0               | 0               | P               | 0               | 0               | 0               | 0               | 0               | 0               | 0               |                 | 0               | 0               | 0               |
| Zdzisław Gubała       | 1     | 46   |                 | 0               | 0               | P               | 0               | 0               | 0               | 0               | 0               | 0               | 0               | 0               | 0               | 0               | 0               | 0               | 0               | 0               | P               | 0               | 0               | 0               | 0               | 0               | 0               | 46              |                 | 0               | 0               | 0               |
| Jerzy Monkiewicz      | 0     | 0    |                 | 0               | 0               | P               | 0               | 0               | 0               | 0               | 0               | 0               | 0               | 0               | 0               | 0               | 0               | 0               | 0               | 0               | P               | 0               | 0               | 0               | 0               | 0               | 0               | 0               |                 | 0               | 0               | 0               |

- Brak składu z 1 i 27 kolejki.
- (P) - zespół pauzował.